# 吾係差人
《吾係差人》（英語：Side Beat；前名為《輔警出更》、《兼職警員》，又名為《兼職警察》）是香港電視廣播有限公司拍攝製作的時裝警匪電視劇，全劇共20集，由楊錦泉擔任監製。由王喜、呂頌賢及陳慧珊領銜主演。

## 演員表
- 王　喜 飾 周世芬
- 呂頌賢 飾 葉嘉信
- 陳慧珊 飾 江碧晴（Sunnie）
- 吳綺莉 飾 張明蔚
- 韋家雄 飾 盧偉力
- 馮素波 飾 李婉琴
- 王　青 飾 何　球
- 李國麟 飾 陳應春
- 黎彼得 飾 李　昌
- 鄺文珣 飾 何文芳
- 劉美珊 飾 羅美美
- 陳曼娜 飾 葉楚紅
- 林其欣 飾 林佩琪
- 戴耀明 飾 何文昭
- 周　聰 飾 張學庭
- 羅浩楷 飾 鍾　邦
- 劉　江 飾 劉惠齊
- 金興賢 飾 洪智權